# Ron Burkle
Ronald Wayne "Ron" Burkle, född 12 november 1952, är en amerikansk företagsledare som är grundare och VD för riskkapitalbolaget Yucaipa Companies, LLC. Han är också en av de större delägarna i Lemieux Group LP, som i sin tur äger bland annat ishockeyorganisationen Pittsburgh Penguins i National Hockey League (NHL).
Den amerikanska ekonomitidskriften Forbes rankade Burkle till världens 1 935:e rikaste med en förmögenhet på 1,4 miljarder amerikanska dollar för den 2 januari 2021.
Han är intresserad av arkitektur och äger flertal historiska amerikanska byggnader såsom Harold Lloyd Estate, kallas också Greenacres och som ägdes av stumskådespelaren Harold Lloyd; Ennis House och Neverland Ranch. Burkle äger också en av Jesse Owens guldmedaljer från olympiska sommarspelen 1936 och William Faulkners nobelpris i litteratur. Han är också en av Demokraternas större insamlare av partibidrag. I och med sitt ägarskap av Pittsburgh Penguins, har han vunnit tre Stanley Cup och har sitt namn ingraverat på Stanley Cup-pokalen.